# 호칸 달뷔
호칸 달뷔(스웨덴어: Håkan Dahlby, 1965년 11월 15일 ~ )는 스웨덴의 사격 선수이다. 2012년 하계 올림픽 남자 더블트랩 종목에서 은메달을 기록했다.